# Asteroid de tip O
Rarii asteroizi de tip O au spectrul similar cu asteroidul unic 3628 Božněmcová, care este cel mai reușit asteroid comparabil cu spectrul meteoritelor condrite comune L6 și LL6. Spectrul lora are caracteristici de absorbție adânci mai sus de 0.75 μm.

## Listă
Șapte asteroizi au fost clasificați ca tipul O de al doilea studiu (SMASSII) și niciunul de  studiul Tholen. Cu excepția a asteroidului din centura principală 3628 Božněmcová, toate alte corpuri sunt obiecte din apropierea Pământului din grupele Apollo, Aten sau Amor:
| Denumirea                                                  | Clasă              | Diam.    | Referințe |
| ---------------------------------------------------------- | ------------------ | -------- | --------- |
| 3628 Božněmcová                                            | centura principală | 6.914 km | mpc · †   |
| 4034 Vishnu                                                | Apollo             | 0.42 km  | mpc · †   |
| 4341 Poseidon                                              | Apollo             | 2 km     | mpc · †   |
| 5143 Heracles                                              | Apollo             | 4.843 km | mpc · †   |
| (8201) 1994 AH2                                            | Apollo             | 1.859 km | mpc · †   |
| (162385) 2000 BM19                                         | Aten               | 0.57 km  | mpc · †   |
| 1997 RT                                                    | Amor               | 0.3 km   | mpc · †   |
| Diametru: doar estimări medii; pot să se schimbe cu timpul |                    |          |           |